# 趙遐
趙 遐（ちょう か、生没年不詳）は、北魏の軍人。本貫は天水郡顕親県。

## 経歴
はじめ軍主となり、孝文帝に従って南陽を攻撃した。景明初年、梁城戍主となり、南朝斉の蕭衍による包囲攻撃を受けた。梁城を固守した戦功により、牟平県開国子に封じられた。
後に左軍将軍・征虜将軍・都督巴東諸軍事となり、南鄭に駐屯した。南朝梁の冠軍将軍の姜脩が2万の兵を率いて羊口に駐屯し、輔国将軍の姜白龍が南城に拠り、龍驤将軍の泉建が土民を北方の桑坯に入った。姜脩がまた軍を分けて興勢に拠り、龍驤将軍の譚思文が夾石に拠り、司州刺史の王僧炳が南安に駐屯し、少数民族たちを扇動して、南鄭を奪おうと図った。趙遐は甲士9000を率いて進軍し、梁軍を各個撃破した。凱旋すると、輔国将軍となった。
511年（永平4年）、南朝梁の振遠将軍馬仙琕が軍を率いて朐山城を包囲し、北魏の朐山戍主の傅文驥が籠城した。趙遐は持節・平東将軍となり、別将として劉思祖らとともに朐山の救援に向かった。夏の長雨に悩まされながら進軍し、鮑口から朐山に向かおうとしたが、馬仙琕が趙遐の陣営の整っていないのを見て、迎え撃ってきた。劉思祖が敗走したため、趙遐は孤軍奮闘して、馬仙琕の部下の李魯生・葛景羽らを斬った。馬仙琕は朐山の西の水上に包囲陣の柵を立てていたが、趙遐は筏を作り、夜間に進撃して六柵を破壊し、朐山の包囲を解かせた。趙遐は朐山城を救うべく進軍し、都督の盧昶が大軍を率いて続いた。しかしまもなく傅文驥が力尽きて城ごと梁軍に降ったため、魏軍は総崩れとなった。盧昶はその節伝を捨てて、軽騎で逃走した。趙遐はひとり節を握ったまま退却した。ときに冬の寒い盛りであったため、兵士の凍死者が続出し、朐山から郯城にいたる200里のあいだは遺体の折り重なる惨状となった（朐山の戦い）。盧昶は節を失って軍の儀礼を果たせない状態にあったため、郯城で趙遐に節を借りて敗軍を収拾した。趙遐は敗戦の罪により、免官された。延昌年間、光禄大夫・使持節・前将軍として再起し、別将として西荊の防衛にあたった。また別将となって蕭宝寅の麾下に属し、淮堰に東征した。熙平初年、平西将軍・汾州刺史として出向した。汾州において汚職事件を起こして、当時の風聞となった。後に死去すると、安南将軍・豫州刺史の位を追贈された。諡は襄といった。

## 子女
- 趙子献（襲爵）
- 趙子素（司空長流参軍）

## 伝記資料
- 『魏書』巻52 列伝第40